# Linz

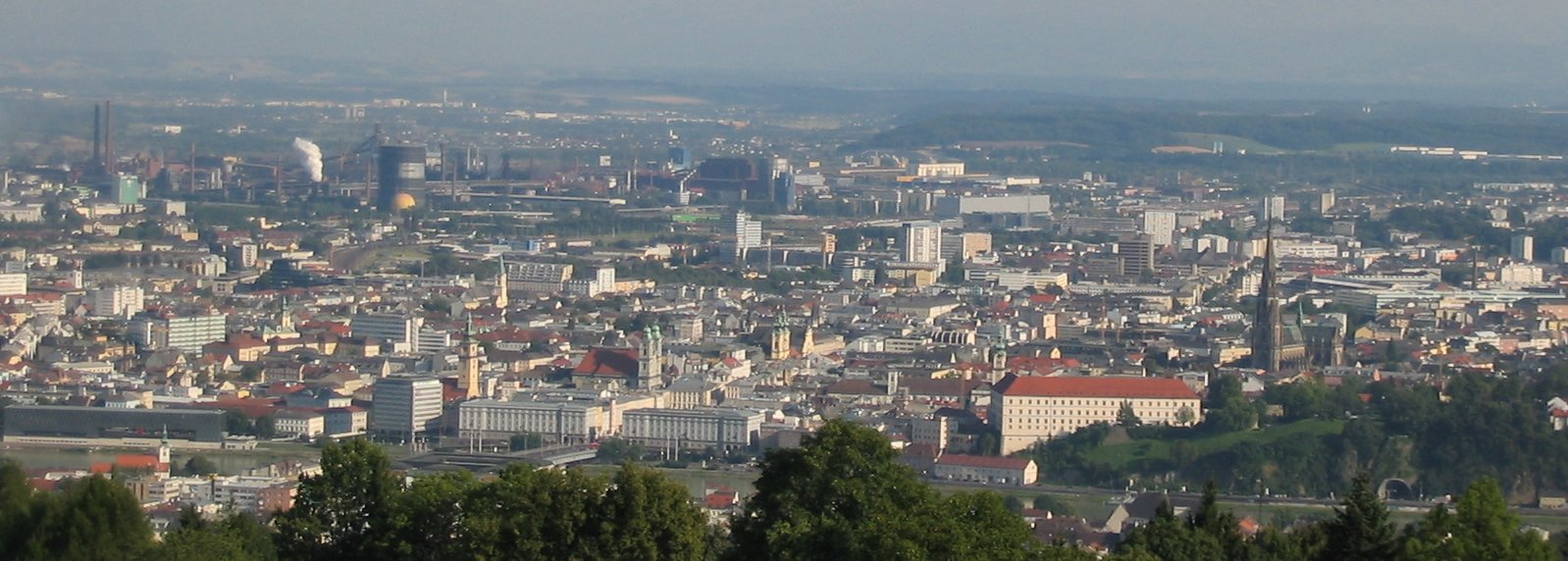
Dunaj w Linzu

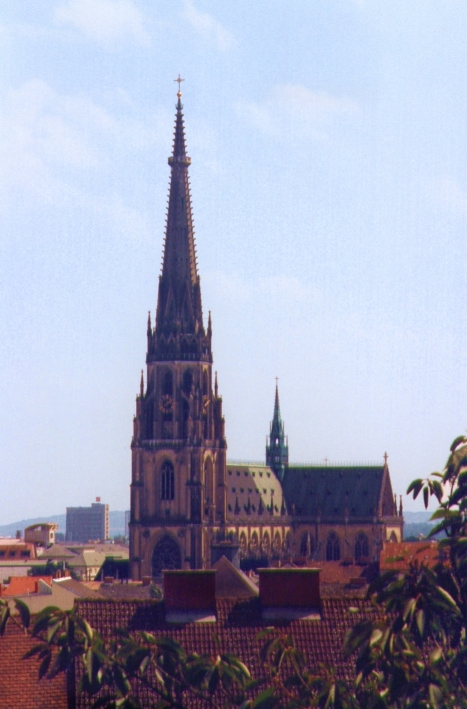
Nowa Katedra

Linz (cz. Linec) – miasto statutarne w północno-wschodniej Austrii, siedziba kraju związkowego Górna Austria oraz powiatów: Linz-Land oraz Urfahr-Umgebung, do których miasto jednak nie należy. Leży nad Dunajem, założone przez Rzymian pod nazwą Lenthia. 5 marca 1684 powołano w Linzu antyturecką Ligę Świętą. Współcześnie rozwinięty przemysł metalowy (huta żelaza), maszynowy i chemiczny. Ważny węzeł komunikacyjny. Ośrodek turystyczny (m.in. zamek z XVI-XVII w., barokowe pałace i kościoły, liczne muzea). Liczy 210 118 mieszkańców (1 stycznia 2023), jest trzecim pod względem liczby ludności miastem w Austrii.
47,7% powierzchni miasta przypada na tereny zielone, 32,9% na teren zabudowany, 7,4% na wody, a 11,9% na powierzchnie komunikacyjne.

## Historia
Założycielem miasta byli Rzymianie, którzy podczas wojen markomańskich, założyli na brzegu Dunaju obóz rzymski – Castra Romana. Nadali mu nazwę Lenthia.
Niemiecka nazwa Linze pojawiała się po raz pierwszy w roku 799 n.e., kiedy to książęta bawarscy przybyli tutaj z północy i Linz stał się ważnym ośrodkiem handlowym.
Podczas panowania Babenbergów Linz stał się miastem.

## Dzielnice
- Ebelsberg: (od 1938 r.)
- Innenstadt:
Altstadtviertel, Rathausviertel, Kaplanhofviertel, Neustadtviertel (od 1862 r.), Volksgartenviertel, Römerberg-Margarethen
- Kleinmünchen: (od 1923 r.)
Neue Welt, Scharlinz, Bergern, Neue Heimat, Wegscheid, Schörgenhub, Kleinmünchen
- Lustenau: (od 1873 r.)
Makartviertel, Franckviertel, Hafenviertel
- Pöstlingberg: (od 1919 r.)
Pöstlingberg, Bachl-Gründberg
- St. Magdalena: (od 1938 r.)
St. Magdalena, Katzbach, Elmberg
- St. Peter (od 1915 r.)
- Urfahr: (od 1919 r.)
Alt-Urfahr, Heilham, Hartmayrsiedlung, Harbachsiedlung, Karlhofsiedlung, Auberg
- Waldegg: (od 1873 r.)
Freinberg, Froschberg, Keferfeld (od 1939 r.), Bindermichl, Spallerhof, Wankmüllerhofviertel, Andreas-Hofer-Platz-Viertel

## Mauthausen-Gusen
Zespół niemieckich obozów koncentracyjnych Mauthausen-Gusen, znajdujący się niedaleko Linzu, został wybudowany w latach 1938–1940. Osadzeni w nim więźniowie pracowali w kamieniołomach, wydobywając kamienie, które wykorzystywano następnie w różnych miejscach Rzeszy. Główny obóz w Mauthausen znajdował się 25 km od Linzu i był ostatnim obozem koncentracyjnym wyzwolonym przez aliantów. 5 maja 1945 roku wkroczyli do niego żołnierze amerykańskiej 11 Dywizji Zmechanizowanej.

## Zabytki

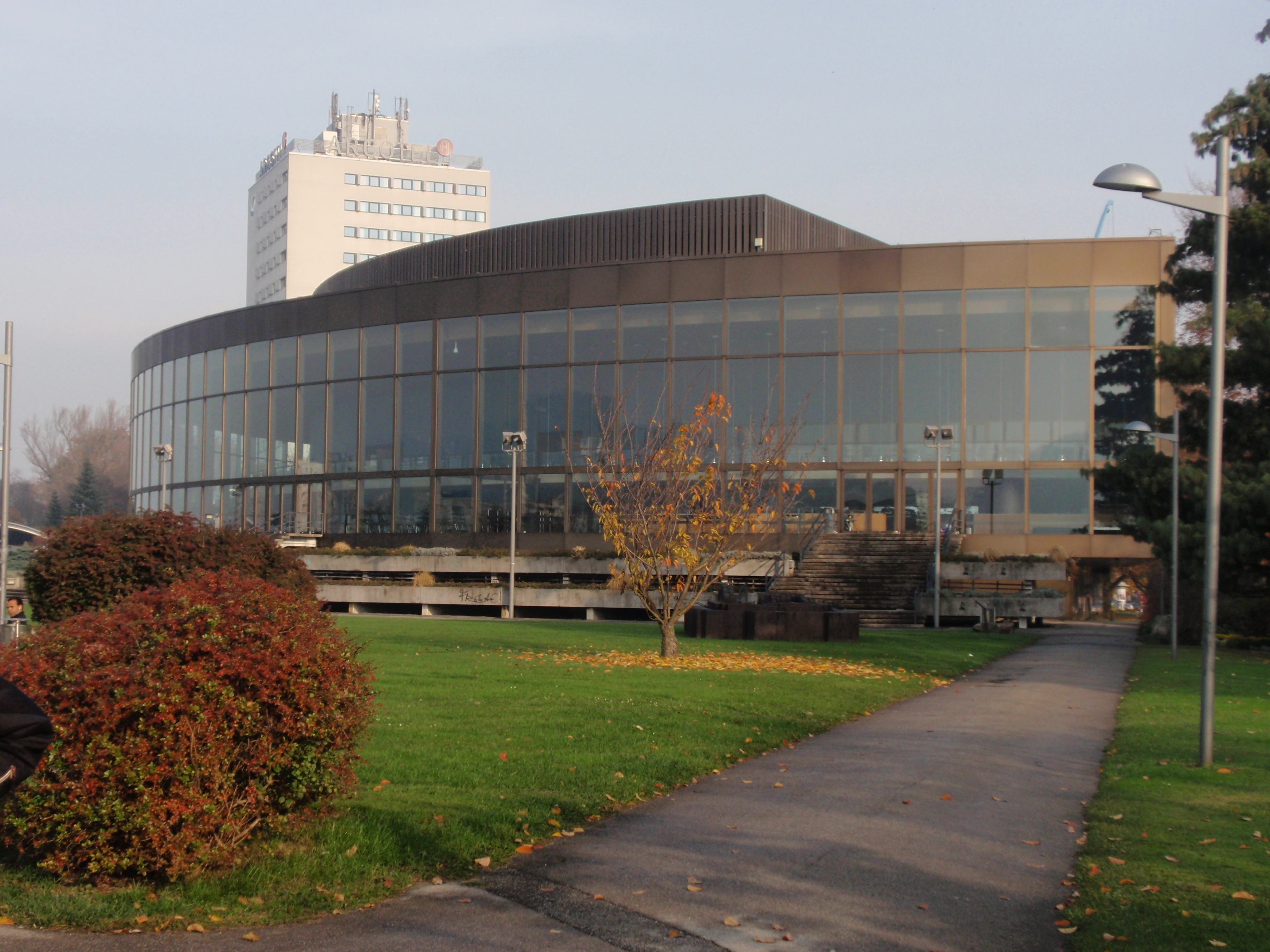
Sala koncertowa Brucknerhaus

- rynek z tzw. kolumną morową z 1723 roku
- XVIII-wieczna Stara Katedra, położona przy rynku
- neogotycka Nowa Katedra, zbudowana w latach 1862–1924, największy[2] kościół w Austrii
- Kościół św. Marcina (niem. Martinkirche) – najstarszy[3] zachowany kościół w Austrii
- Muzeum Ars Electronica Center
- Muzeum Sztuki Lentos (Lentos Kunstmuseum Linz)
- sala koncertowa Brucknerhaus

## Transport
System komunikacji miejskiej w Linzu składa się z dwunastu linii autobusowych, czterech linii trolejbusowych, trzech linii tramwajowych oraz kolejki wąskotorowej na górze Pöstlingberg. Wszystkie linie obsługiwane są przez Linz Linien GmbH. Przez miasto przebiega autostrada A7.
Główna stacja kolejowa to Linz Hauptbahnhof. Istnieje również stacja Linz Urfahr.

## Kultura i sztuka

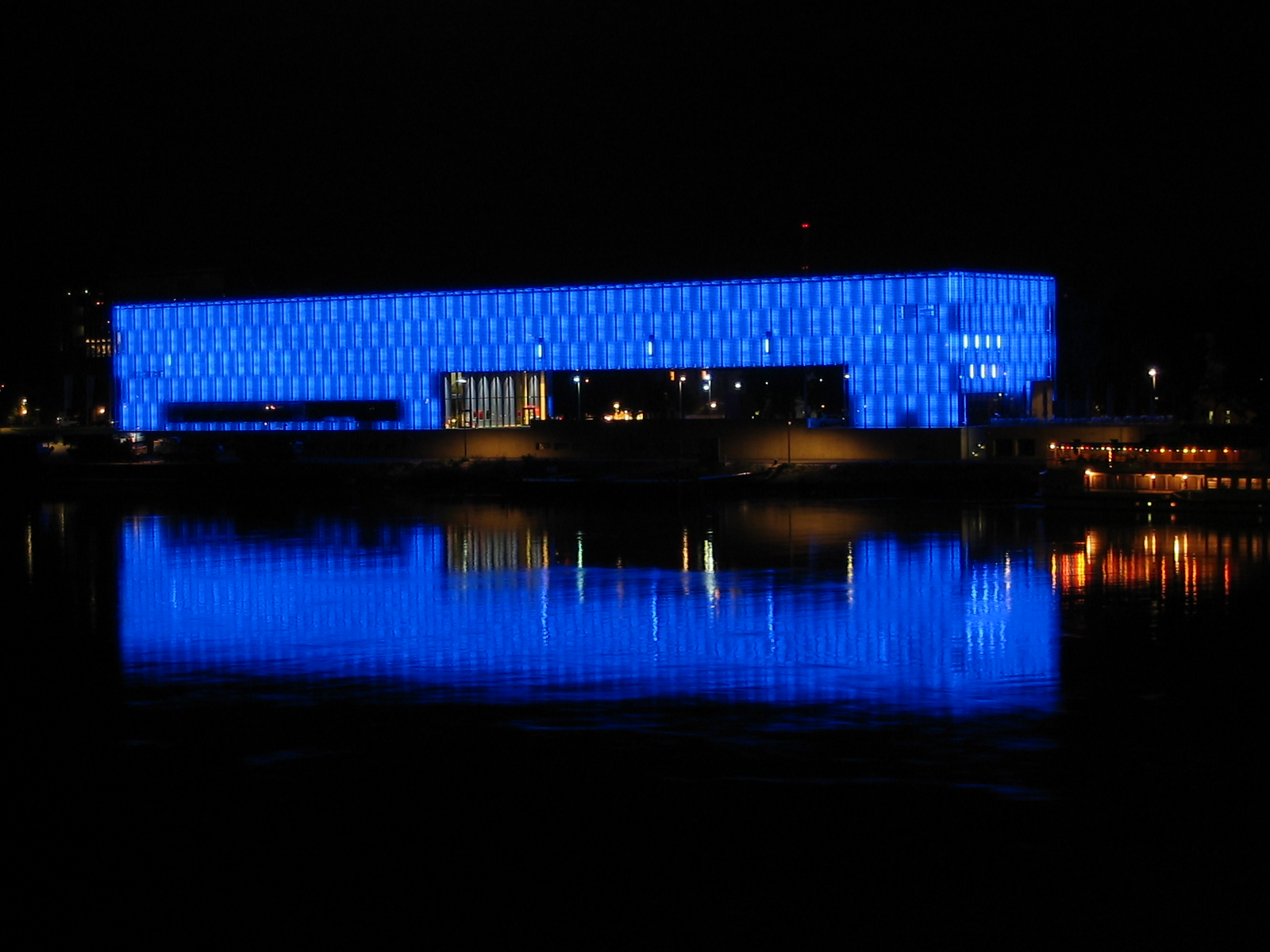
Muzeum Sztuki Lentos (Lentos Kunstmuseum Linz)

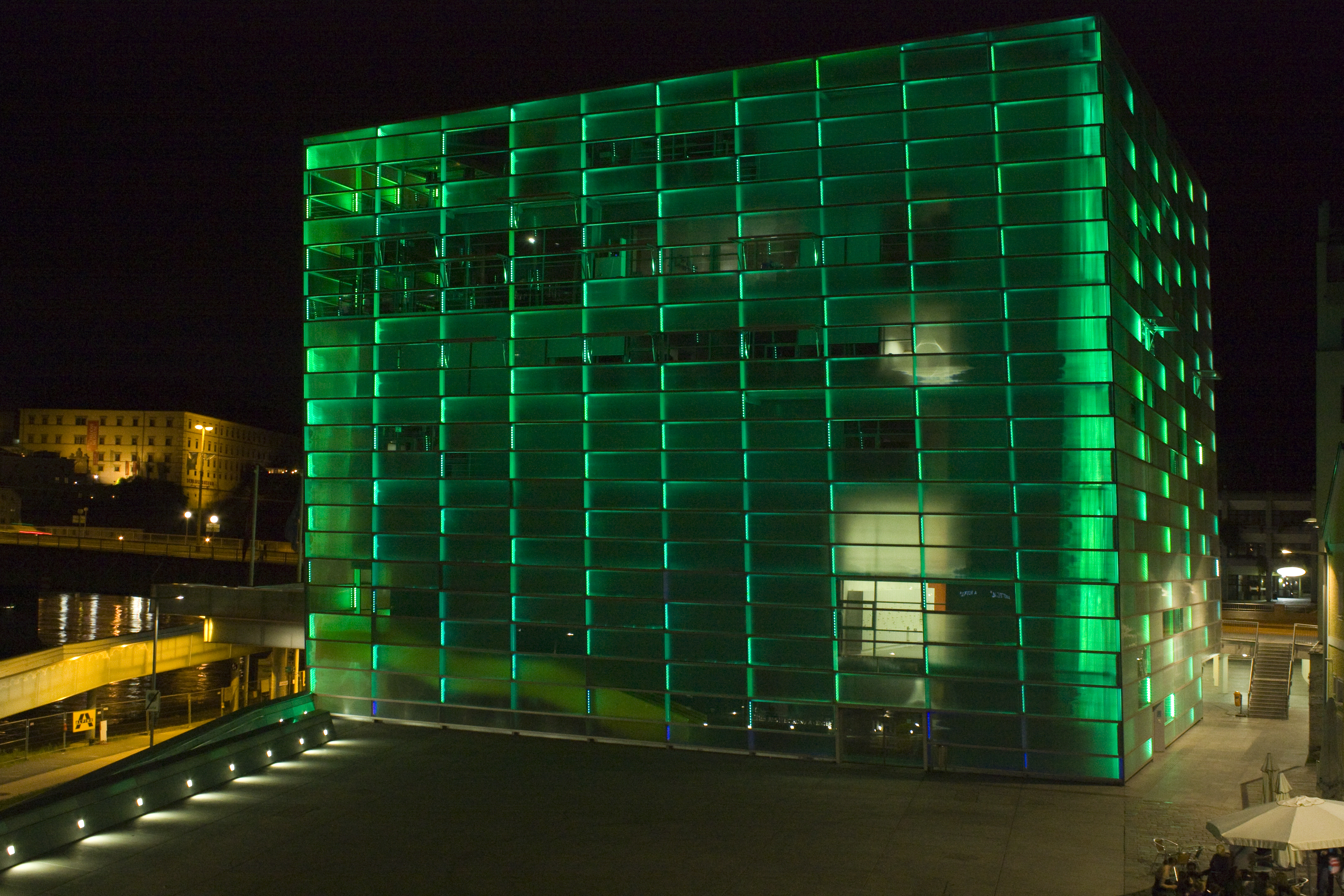
Ars Electronica Center nocą

Na północnym brzegu Dunaju znajduje się Ars Electronica Center – Muzeum Przyszłości, czyli centrum sztuki elektronicznej otworzone w 1996 roku. Współzałożycielem tego muzeum był pisarz niemiecki Herbert W. Franke. Na parterze muzeum znajduje się tak zwana CAVE 3D (skrót od: Cave Automatic Virtual Environment 3D w wolnym tłumaczeniu „Trójwymiarowa Jaskinia Wirtualnej Rzeczywistości”), w której zwiedzający może „zatopić się” w wirtualnym środowisku. Jest to jedno z niewielu pomieszczeń tego typu w Europie udostępnionych publiczności. Obrazy, wyświetlane z projektorów wysokiej rozdzielczości, padają na ekrany będące równocześnie ścianami pomieszczenia.
Ars Electronica Center jest również siedzibą festiwalu Ars Elektronica, który corocznie przyciąga artystów z całego świata tworzących swe prace w nowych, również cyfrowych technologiach.
W roku 2009, kiedy Linz, wraz z Wilnem, był Stolicą Kulturalną Europy, przebudowano Ars Electronica Center za sumę około 30 milionów euro i na przełomie 2008/2009 ponownie otwarto. Obecnie, na powierzchni 6500 m² znajdują się sale wystawowe, pomieszczenia do eksperymentowania, oraz laboratorium Futurelab. Zwiedzający mogą nie tylko obejrzeć, ale również eksperymentować z instalacjami interaktywnymi.
Na południowym brzegu Dunaju, naprzeciwko Ars Electronica Center, znajduje się Muzeum Sztuki Lentos (Lentos Kunstmuseum Linz), otwarte w 2003 roku. Prezentowane są tam obrazy współczesne reprezentujące malarstwo XX i XXI wieku.
Obok Muzeum Lentos stoi sala koncertowa Brucknerhaus, a teren pomiędzy dwoma tymi budynkami to tak zwane Donaulände, czyli tereny nad Dunajem, które zwane są również Kulturmeile, czyli „Milą Kultury”. Jest to rodzaj parku nad Dunajem, w którym spotykają się w lecie głównie młodzi ludzie.
Odbywają się tutaj również imprezy organizowane w ramach Festiwalu Ars Electronica oraz „Linz Fest”.

## Sport
W Linzu, od 1991 roku, rozgrywany jest kobiecy turniej tenisowy, Generali Ladies Linz, zaliczany do cyklu Women’s Tennis Association Tour.
W mieście działa też klub piłki nożnej, LASK Linz.

## Osoby

### Urodzeni w Linzu
- Maria Anna Habsburg – królowa Portugalii
- Michael Hayböck – skoczek narciarski
- Parov Stelar - producent muzyki electro swing

### Związane z miastem
- cesarz Fryderyk III Habsburg spędził ostatnie lata swego życia w Linzu. Przez krótki czas Linz był najważniejszym miastem cesarstwa. Swoją pozycję, na korzyść Wiednia i Pragi, stracił po śmierci cesarza w 1493 roku.
- kilka lat swojego życia spędził w Linzu Johannes Kepler, który studiował tutaj matematykę. 15 maja 1618 roku odkrył i sformułował swoje trzecie prawo astronomiczne. Jego imię nosi tutejszy uniwersytet.

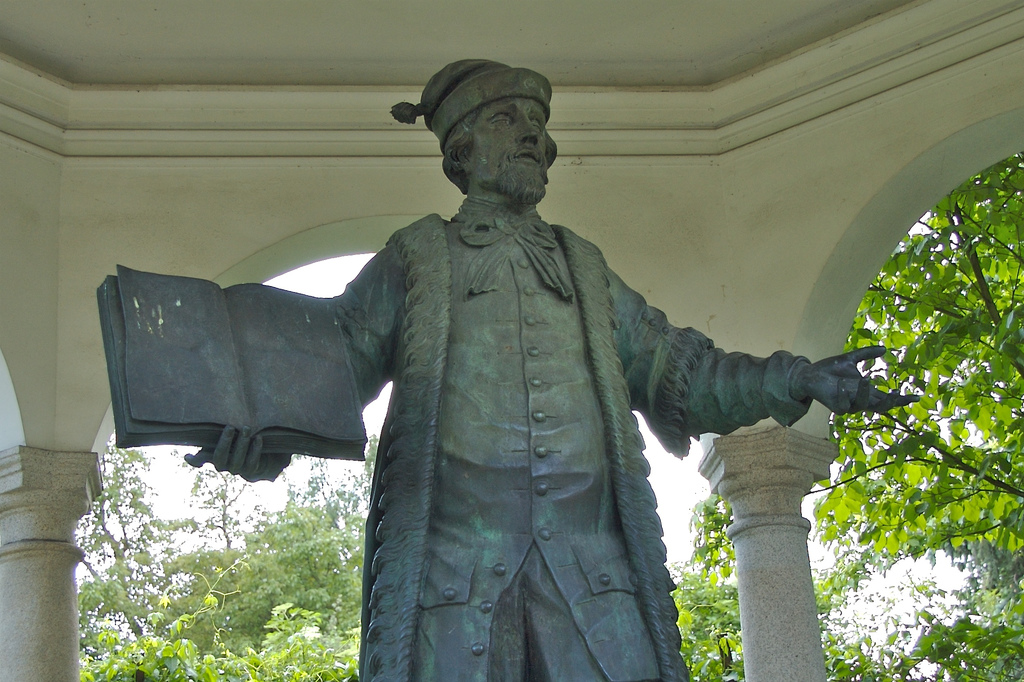
Pomnik Johannesa Keplera w Linzu

- Innym znanym obywatelem miasta był Anton Bruckner, który mieszkał w Linzu w latach 1855–1868. Pracował wtedy jako lokalny kompozytor i organista kościelny. Obecnie w Linzu jego imieniem nazwana jest sala koncertowa Brucknerhaus oraz Uniwersytet im. Antona Brucknera.
- Adolf Hitler urodził się w położonym ok. 100 km na zachód od Linzu miasteczku Braunau am Inn. Kiedy był dzieckiem jego rodzice przeprowadzili się do Linzu. W okolicach tego miasta spędził wiele lat swojej młodości (1898–1907). Rodzina mieszkała najpierw w Leonding, położonej na obrzeżach miasta, a następnie w mieszkaniu przy ulicy Humboldtstrasse w Linzu. Rodzice Hitlera zostali pochowani w Leonding. Pod koniec życia Hitler uważał Linz za swoje „rodzinne miasto”[5], i chciał go rozbudować i stworzyć z niego centrum kulturalne III Rzeszy. Planował tu m.in. budowę galerii obrazów, muzeum broni, biblioteki z posągami Kanta, Schopenhauera i Nietzschego w hallu, planetarium (obserwatorium astronomiczne) na górze Pöstlingberg[6], a także swojego mauzoleum. Aby ożywić miasto ekonomicznie, rozpoczął jego uprzemysławianie – krótko przed i w czasie II wojny światowej. Wiele fabryk znajdujących się na terenach należących uprzednio do Czechosłowacji, a przyłączonych do III Rzeszy na podstawie Układu monachijskiego (29–30 września 1938), rozebrano, a następnie zmontowano w Linzu. W ten sposób powstały m.in. zakłady Hermanna Göringa (obecnie Voestalpine). W Linzu znajdowały się również zakłady produkujące benzol, które zostały zbombardowane przez alianckie lotnictwo w dniu 16 października 1944 roku.

## Współpraca
Miejscowości partnerskie:
- Albufeira, Portugalia
- Braszów, Rumunia
- Charlottenburg-Wilmersdorf, Niemcy
- Chengdu, Chiny
- Czeskie Budziejowice, Czechy
- Dunaújváros, Węgry
- Eskişehir, Turcja
- Gwangyang, Korea
- Halle (Saale), Niemcy
- Kabis, Tunezja
- Kansas City, Stany Zjednoczone
- Linköping, Szwecja
- Linz am Rhein, Niemcy
- Modena, Włochy
- Niżny Nowogród, Rosja
- Norrköping, Szwecja
- Pasawa, Niemcy
- San Carlos, Nikaragua
- Tampere, Finlandia
- Ulm, Niemcy
- Zaporoże, Ukraina